# Coupe Ligue1 Québec 2023
 (octobre 2023).
Si vous disposez d'ouvrages ou d'articles de référence ou si vous connaissez des sites web de qualité traitant du thème abordé ici, merci de compléter l'article en donnant les références utiles à sa vérifiabilité et en les liant à la section « Notes et références ».
Navigation
Coupe PLSQ 2022 Coupe L1QC 2024
La Coupe Ligue1 Québec 2023 est la 9e édition de la Coupe Ligue1 Québec et la première avec l'appellation « Coupe Ligue1 Québec ».
Organisé par Soccer Québec, elle regroupe les douze équipes qui participent à la Ligue1 Québec.
La Coupe est jouée immédiatement après la conclusion de la saison 2023
La coupe est remportée par le CS Saint-Laurent, champion de la saison 2023, contre le CS Mont-Royal Outremont lors de la finale jouée le 28 octobre 2023, au Stade Desjardins. Le CS Saint-Laurent devient le troisième club a effectué le doublé Championnat/Coupe après le CS Mont-Royal Outremont en 2013 et l'AS Blainville en 2017.

## Compétition

### Règlement
Tous les matchs sont à élimination directe.  Si le score est encore égal après 90 minutes, le match se poursuit avec une prolongation. Si l'égalité persiste encore après la prolongation, le match se décide par une séance de tirs au but.
Le FC Laval et l'AS Blainville reçoivent un bye pour les quarts de finale en vertu de leur participation à la finale de l'édition 2022, ainsi que le RS Beauport et le Celtix du Haut-Richelieu après un tirage au sort.
| Tour | Nom              | Date                | Participants |
| ---- | ---------------- | ------------------- | ------------ |
| 1    | Premier tour     | 7 et 8 octobre 2023 | 8            |
| 2    | Quarts de finale | 14 octobre          | 8 (4+4 byes) |
| 3    | Demi-finales     | 21 octobre          | 4            |
| 4    | Finale           | 28 octobre          | 2            |

### Tableau
|  | Huitièmes de finale            | Huitièmes de finale                   | Huitièmes de finale                    | Huitièmes de finale     |                                         |                    | Quarts de finale                   | Quarts de finale                   | Quarts de finale                   | Quarts de finale                   |  |  | Demi-finales                    | Demi-finales                    | Demi-finales                    | Demi-finales                    |  |  | Finale                              | Finale                              | Finale                              | Finale                              |
|  |                                |                                       |                                        |                         |                                         |                    |                                    |                                    |                                    |                                    |  |  |                                 |                                 |                                 |                                 |  |  |                                     |                                     |                                     |                                     |
|  |                                |                                       |                                        |                         |                                         |                    | 14 octobre 2023 au Parc Blainville | 14 octobre 2023 au Parc Blainville | 14 octobre 2023 au Parc Blainville | 14 octobre 2023 au Parc Blainville |  |  | 21 octobre 2023 au Stade Vanier | 21 octobre 2023 au Stade Vanier | 21 octobre 2023 au Stade Vanier | 21 octobre 2023 au Stade Vanier |  |  | 28 octobre 2023 au Stade Desjardins | 28 octobre 2023 au Stade Desjardins | 28 octobre 2023 au Stade Desjardins | 28 octobre 2023 au Stade Desjardins |
|  |                                |                                       |                                        |                         |                                         |                    | 14 octobre 2023 au Parc Blainville | 14 octobre 2023 au Parc Blainville | 14 octobre 2023 au Parc Blainville | 14 octobre 2023 au Parc Blainville |  |  | 21 octobre 2023 au Stade Vanier | 21 octobre 2023 au Stade Vanier | 21 octobre 2023 au Stade Vanier | 21 octobre 2023 au Stade Vanier |  |  | 28 octobre 2023 au Stade Desjardins | 28 octobre 2023 au Stade Desjardins | 28 octobre 2023 au Stade Desjardins | 28 octobre 2023 au Stade Desjardins |
|  |                                |                                       |                                        |                         |                                         |                    | 14 octobre 2023 au Parc Blainville | 14 octobre 2023 au Parc Blainville | 14 octobre 2023 au Parc Blainville | 14 octobre 2023 au Parc Blainville |  |  | 21 octobre 2023 au Stade Vanier | 21 octobre 2023 au Stade Vanier | 21 octobre 2023 au Stade Vanier | 21 octobre 2023 au Stade Vanier |  |  | 28 octobre 2023 au Stade Desjardins | 28 octobre 2023 au Stade Desjardins | 28 octobre 2023 au Stade Desjardins | 28 octobre 2023 au Stade Desjardins |
|  |                                |                                       |                                        |                         |                                         |                    | 14 octobre 2023 au Parc Blainville | 14 octobre 2023 au Parc Blainville | 14 octobre 2023 au Parc Blainville | 14 octobre 2023 au Parc Blainville |  |  | 21 octobre 2023 au Stade Vanier | 21 octobre 2023 au Stade Vanier | 21 octobre 2023 au Stade Vanier | 21 octobre 2023 au Stade Vanier |  |  | 28 octobre 2023 au Stade Desjardins | 28 octobre 2023 au Stade Desjardins | 28 octobre 2023 au Stade Desjardins | 28 octobre 2023 au Stade Desjardins |
|  | (bye) AS Blainville            | (bye) AS Blainville                   | 1                                      | 1                       |                                         |                    |                                    |                                    |                                    |                                    |  |  | 21 octobre 2023 au Stade Vanier | 21 octobre 2023 au Stade Vanier | 21 octobre 2023 au Stade Vanier | 21 octobre 2023 au Stade Vanier |  |  | 28 octobre 2023 au Stade Desjardins | 28 octobre 2023 au Stade Desjardins | 28 octobre 2023 au Stade Desjardins | 28 octobre 2023 au Stade Desjardins |
|  | (bye) AS Blainville            | (bye) AS Blainville                   | 1                                      | 1                       | 7 octobre 2023 au Parc Laurier          |                    |                                    |                                    |                                    |                                    |  |  | 21 octobre 2023 au Stade Vanier | 21 octobre 2023 au Stade Vanier | 21 octobre 2023 au Stade Vanier | 21 octobre 2023 au Stade Vanier |  |  | 28 octobre 2023 au Stade Desjardins | 28 octobre 2023 au Stade Desjardins | 28 octobre 2023 au Stade Desjardins | 28 octobre 2023 au Stade Desjardins |
|  |                                |                                       | CS Saint-Laurent                       | CS Saint-Laurent        | 4                                       | 4                  |                                    |                                    |                                    |                                    |  |  | 21 octobre 2023 au Stade Vanier | 21 octobre 2023 au Stade Vanier | 21 octobre 2023 au Stade Vanier | 21 octobre 2023 au Stade Vanier |  |  | 28 octobre 2023 au Stade Desjardins | 28 octobre 2023 au Stade Desjardins | 28 octobre 2023 au Stade Desjardins | 28 octobre 2023 au Stade Desjardins |
|  | CS Longueuil                   | CS Longueuil                          | CS Saint-Laurent                       | CS Saint-Laurent        | 4                                       | 4                  | 0                                  | 0                                  |                                    |                                    |  |  | 21 octobre 2023 au Stade Vanier | 21 octobre 2023 au Stade Vanier | 21 octobre 2023 au Stade Vanier | 21 octobre 2023 au Stade Vanier |  |  | 28 octobre 2023 au Stade Desjardins | 28 octobre 2023 au Stade Desjardins | 28 octobre 2023 au Stade Desjardins | 28 octobre 2023 au Stade Desjardins |
|  | CS Longueuil                   | CS Longueuil                          | 14 octobre 2023 au Stade Beauport      |                         |                                         |                    | 0                                  | 0                                  |                                    |                                    |  |  | 21 octobre 2023 au Stade Vanier | 21 octobre 2023 au Stade Vanier | 21 octobre 2023 au Stade Vanier | 21 octobre 2023 au Stade Vanier |  |  | 28 octobre 2023 au Stade Desjardins | 28 octobre 2023 au Stade Desjardins | 28 octobre 2023 au Stade Desjardins | 28 octobre 2023 au Stade Desjardins |
|  | CS Saint-Laurent               | CS Saint-Laurent                      | 6                                      | 6                       |                                         |                    |                                    |                                    |                                    |                                    |  |  | 21 octobre 2023 au Stade Vanier | 21 octobre 2023 au Stade Vanier | 21 octobre 2023 au Stade Vanier | 21 octobre 2023 au Stade Vanier |  |  | 28 octobre 2023 au Stade Desjardins | 28 octobre 2023 au Stade Desjardins | 28 octobre 2023 au Stade Desjardins | 28 octobre 2023 au Stade Desjardins |
|  | CS Saint-Laurent               | CS Saint-Laurent                      | 6                                      | 6                       | CS Saint-Laurent                        | CS Saint-Laurent   | 4                                  | 4                                  |                                    |                                    |  |  |                                 |                                 |                                 |                                 |  |  | 28 octobre 2023 au Stade Desjardins | 28 octobre 2023 au Stade Desjardins | 28 octobre 2023 au Stade Desjardins | 28 octobre 2023 au Stade Desjardins |
|  |                                |                                       |                                        |                         | CS Saint-Laurent                        | CS Saint-Laurent   | 4                                  | 4                                  |                                    |                                    |  |  |                                 |                                 |                                 |                                 |  |  | 28 octobre 2023 au Stade Desjardins | 28 octobre 2023 au Stade Desjardins | 28 octobre 2023 au Stade Desjardins | 28 octobre 2023 au Stade Desjardins |
|  |                                |                                       | RS Beauport                            | RS Beauport             | 1                                       | 1                  |                                    |                                    |                                    |                                    |  |  |                                 |                                 |                                 |                                 |  |  | 28 octobre 2023 au Stade Desjardins | 28 octobre 2023 au Stade Desjardins | 28 octobre 2023 au Stade Desjardins | 28 octobre 2023 au Stade Desjardins |
|  |                                |                                       |                                        |                         | 1                                       | 1                  |                                    |                                    |                                    |                                    |  |  |                                 |                                 |                                 |                                 |  |  | 28 octobre 2023 au Stade Desjardins | 28 octobre 2023 au Stade Desjardins | 28 octobre 2023 au Stade Desjardins | 28 octobre 2023 au Stade Desjardins |
|  |                                | 21 octobre 2023 à Barthélémy-Joliette |                                        |                         |                                         |                    |                                    |                                    |                                    |                                    |  |  |                                 |                                 |                                 |                                 |  |  | 28 octobre 2023 au Stade Desjardins | 28 octobre 2023 au Stade Desjardins | 28 octobre 2023 au Stade Desjardins | 28 octobre 2023 au Stade Desjardins |
|  |                                |                                       |                                        |                         |                                         |                    |                                    |                                    |                                    |                                    |  |  |                                 |                                 |                                 |                                 |  |  | 28 octobre 2023 au Stade Desjardins | 28 octobre 2023 au Stade Desjardins | 28 octobre 2023 au Stade Desjardins | 28 octobre 2023 au Stade Desjardins |
|  | (bye) RS Beauport              | (bye) RS Beauport                     | 5                                      | 5                       |                                         |                    |                                    |                                    |                                    |                                    |  |  |                                 |                                 |                                 |                                 |  |  | 28 octobre 2023 au Stade Desjardins | 28 octobre 2023 au Stade Desjardins | 28 octobre 2023 au Stade Desjardins | 28 octobre 2023 au Stade Desjardins |
|  | (bye) RS Beauport              | (bye) RS Beauport                     | 5                                      | 5                       | 8 octobre 2023 au Parc Rosanne-Laflamme |                    |                                    |                                    |                                    |                                    |  |  |                                 |                                 |                                 |                                 |  |  | 28 octobre 2023 au Stade Desjardins | 28 octobre 2023 au Stade Desjardins | 28 octobre 2023 au Stade Desjardins | 28 octobre 2023 au Stade Desjardins |
|  |                                |                                       | AS Laval                               | AS Laval                | 0                                       | 0                  |                                    |                                    |                                    |                                    |  |  |                                 |                                 |                                 |                                 |  |  | 28 octobre 2023 au Stade Desjardins | 28 octobre 2023 au Stade Desjardins | 28 octobre 2023 au Stade Desjardins | 28 octobre 2023 au Stade Desjardins |
|  | CS Saint-Hubert                | CS Saint-Hubert                       | AS Laval                               | AS Laval                | 0                                       | 0                  | 0                                  | 0                                  |                                    |                                    |  |  |                                 |                                 |                                 |                                 |  |  | 28 octobre 2023 au Stade Desjardins | 28 octobre 2023 au Stade Desjardins | 28 octobre 2023 au Stade Desjardins | 28 octobre 2023 au Stade Desjardins |
|  | CS Saint-Hubert                | CS Saint-Hubert                       | 14 octobre 2023 au Parc Raymond-Millar |                         |                                         |                    | 0                                  | 0                                  |                                    |                                    |  |  |                                 |                                 |                                 |                                 |  |  | 28 octobre 2023 au Stade Desjardins | 28 octobre 2023 au Stade Desjardins | 28 octobre 2023 au Stade Desjardins | 28 octobre 2023 au Stade Desjardins |
|  | AS Laval                       | AS Laval                              | 2                                      | 2                       |                                         |                    |                                    |                                    |                                    |                                    |  |  |                                 |                                 |                                 |                                 |  |  | 28 octobre 2023 au Stade Desjardins | 28 octobre 2023 au Stade Desjardins | 28 octobre 2023 au Stade Desjardins | 28 octobre 2023 au Stade Desjardins |
|  | AS Laval                       | AS Laval                              | 2                                      | 2                       | CS Saint-Laurent                        | CS Saint-Laurent   | 2                                  | 2                                  |                                    |                                    |  |  |                                 |                                 |                                 |                                 |  |  |                                     |                                     |                                     |                                     |
|  |                                |                                       |                                        |                         | CS Saint-Laurent                        | CS Saint-Laurent   | 2                                  | 2                                  |                                    |                                    |  |  |                                 |                                 |                                 |                                 |  |  |                                     |                                     |                                     |                                     |
|  |                                |                                       | CS Mont-Royal Outremont                | CS Mont-Royal Outremont | 0                                       | 0                  |                                    |                                    |                                    |                                    |  |  |                                 |                                 |                                 |                                 |  |  |                                     |                                     |                                     |                                     |
|  |                                |                                       |                                        |                         | 0                                       | 0                  |                                    |                                    |                                    |                                    |  |  |                                 |                                 |                                 |                                 |  |  |                                     |                                     |                                     |                                     |
|  |                                |                                       |                                        |                         |                                         |                    |                                    |                                    |                                    |                                    |  |  |                                 |                                 |                                 |                                 |  |  |                                     |                                     |                                     |                                     |
|  |                                |                                       |                                        |                         |                                         |                    |                                    |                                    |                                    |                                    |  |  |                                 |                                 |                                 |                                 |  |  |                                     |                                     |                                     |                                     |
|  | (bye) FC Laval                 | (bye) FC Laval                        | 2 (4)                                  | 2 (4)                   |                                         |                    |                                    |                                    |                                    |                                    |  |  |                                 |                                 |                                 |                                 |  |  |                                     |                                     |                                     |                                     |
|  | (bye) FC Laval                 | (bye) FC Laval                        | 2 (4)                                  | 2 (4)                   | 7 octobre 2023 à Barthélémy-Joliette    |                    |                                    |                                    |                                    |                                    |  |  |                                 |                                 |                                 |                                 |  |  |                                     |                                     |                                     |                                     |
|  |                                |                                       | CS Lanaudière-Nord tab                 | CS Lanaudière-Nord tab  | 2 (5)                                   | 2 (5)              |                                    |                                    |                                    |                                    |  |  |                                 |                                 |                                 |                                 |  |  |                                     |                                     |                                     |                                     |
|  | CS Lanaudière-Nord             | CS Lanaudière-Nord                    | CS Lanaudière-Nord tab                 | CS Lanaudière-Nord tab  | 2 (5)                                   | 2 (5)              | 4                                  | 4                                  |                                    |                                    |  |  |                                 |                                 |                                 |                                 |  |  |                                     |                                     |                                     |                                     |
|  | CS Lanaudière-Nord             | CS Lanaudière-Nord                    | 14 octobre 2023 au Parc Pierre-Benoît  |                         |                                         |                    | 4                                  | 4                                  |                                    |                                    |  |  |                                 |                                 |                                 |                                 |  |  |                                     |                                     |                                     |                                     |
|  | Ottawa South United            | Ottawa South United                   | 2                                      | 2                       |                                         |                    |                                    |                                    |                                    |                                    |  |  |                                 |                                 |                                 |                                 |  |  |                                     |                                     |                                     |                                     |
|  | Ottawa South United            | Ottawa South United                   | 2                                      | 2                       | CS Lanaudière-Nord                      | CS Lanaudière-Nord | 0                                  | 0                                  |                                    |                                    |  |  |                                 |                                 |                                 |                                 |  |  |                                     |                                     |                                     |                                     |
|  |                                |                                       |                                        |                         | CS Lanaudière-Nord                      | CS Lanaudière-Nord | 0                                  | 0                                  |                                    |                                    |  |  |                                 |                                 |                                 |                                 |  |  |                                     |                                     |                                     |                                     |
|  |                                |                                       | CS Mont-Royal Outremont                | CS Mont-Royal Outremont | 3                                       | 3                  |                                    |                                    |                                    |                                    |  |  |                                 |                                 |                                 |                                 |  |  |                                     |                                     |                                     |                                     |
|  |                                |                                       |                                        |                         | 3                                       | 3                  |                                    |                                    |                                    |                                    |  |  |                                 |                                 |                                 |                                 |  |  |                                     |                                     |                                     |                                     |
|  |                                |                                       |                                        |                         |                                         |                    |                                    |                                    |                                    |                                    |  |  |                                 |                                 |                                 |                                 |  |  |                                     |                                     |                                     |                                     |
|  |                                |                                       |                                        |                         |                                         |                    |                                    |                                    |                                    |                                    |  |  |                                 |                                 |                                 |                                 |  |  |                                     |                                     |                                     |                                     |
|  | (bye) Celtix du Haut-Richelieu | (bye) Celtix du Haut-Richelieu        | 0                                      | 0                       |                                         |                    |                                    |                                    |                                    |                                    |  |  |                                 |                                 |                                 |                                 |  |  |                                     |                                     |                                     |                                     |
|  | (bye) Celtix du Haut-Richelieu | (bye) Celtix du Haut-Richelieu        | 0                                      | 0                       | 8 octobre 2023 au TMR Rec 3             |                    |                                    |                                    |                                    |                                    |  |  |                                 |                                 |                                 |                                 |  |  |                                     |                                     |                                     |                                     |
|  |                                |                                       | CS Mont-Royal Outremont                | CS Mont-Royal Outremont | 2                                       | 2                  |                                    |                                    |                                    |                                    |  |  |                                 |                                 |                                 |                                 |  |  |                                     |                                     |                                     |                                     |
|  | CS Mont-Royal Outremont        | CS Mont-Royal Outremont               | CS Mont-Royal Outremont                | CS Mont-Royal Outremont | 2                                       | 2                  | 3                                  | 3                                  |                                    |                                    |  |  |                                 |                                 |                                 |                                 |  |  |                                     |                                     |                                     |                                     |
|  | CS Mont-Royal Outremont        | CS Mont-Royal Outremont               |                                        |                         |                                         |                    |                                    | 3                                  |                                    |                                    |  |  |                                 |                                 |                                 |                                 |  |  |                                     |                                     |                                     |                                     |
|  | CF Montréal rés.               | CF Montréal rés.                      | 0                                      | 0                       |                                         |                    |                                    |                                    |                                    |                                    |  |  |                                 |                                 |                                 |                                 |  |  |                                     |                                     |                                     |                                     |
|  | CF Montréal rés.               | CF Montréal rés.                      | 0                                      | 0                       |                                         |                    |                                    |                                    |                                    |                                    |  |  |                                 |                                 |                                 |                                 |  |  |                                     |                                     |                                     |                                     |
|  |                                |                                       |                                        |                         |                                         |                    |                                    |                                    |                                    |                                    |  |  |                                 |                                 |                                 |                                 |  |  |                                     |                                     |                                     |                                     |

## Résultats[1]

### Huitièmes de finale
Les rencontres sont prévues le samedi 7 et dimanche 8 octobre 2023.

#### Rencontres
| 7 octobre 2023 | CS Lanaudière-Nord                                                                | 4 - 2          | Ottawa South United                                     | Barthélémy-Joliette, Joliette |                            |
| 16:00          | Frimpong 72e · Ntahiraja 90+1e · Parizeau 98e · Valentin 109e                     | (0 - 2, 2 - 2) | 24e Akinwande · 45+1e Malonga                           | Arbitrage : Nicolas Melita    | Arbitrage : Nicolas Melita |
| 16:00          | Hernandez-Alzamora 52e · Lotfi 55e · Machrouhi 90+2e · Frimpong 95e · Katembo 96e | Rapport        | 45e Cornwall · 78e Williams · 90e Cantave · 96e Malonga | Arbitrage : Nicolas Melita    | Arbitrage : Nicolas Melita |

| 7 octobre 2023 | CS Longueuil                       | 0 - 6   | CS Saint-Laurent                                                             | Parc Laurier, Longueuil |                         |
| 18:30          |                                    | (0 - 1) | 15e Mlah · 60e Chibane · 65e Adamou · 75e Khenoussi · 80e Wandje · 85e Youta | Arbitrage : Thomas Noël | Arbitrage : Thomas Noël |
| 18:30          | Dia 43e · Brunet 65e · Makunsa 75e | Rapport | 41e Mlah · 41e Youta · 46e Goulet · 75e Rafiq · 75e Adamou                   | Arbitrage : Thomas Noël | Arbitrage : Thomas Noël |

| 8 octobre 2023 | CS Saint-Hubert | 0 - 2   | AS Laval                | Parc Rosanne-Laflamme, Saint-Hubert |                             |
| 16:00          |                 | (0 - 0) | 81e (csc) · 90e Brahimi | Arbitrage : Youcef Boumsied         | Arbitrage : Youcef Boumsied |
| 16:00          | Chrétien 47e    | Rapport | 34e, 37e Ungureanu      | Arbitrage : Youcef Boumsied         | Arbitrage : Youcef Boumsied |

| 8 octobre 2023 | CS Mont-Royal Outremont                                                                  | 3 - 0   | CF Montréal rés.           | TMR Rec 3, Mont-Royal      |                            |
| 18:30          | Lenours 16e · Lenours 38e · Oliveri 75e                                                  | (2 - 0) |                            | Arbitrage : Hussein Hassan | Arbitrage : Hussein Hassan |
| 18:30          | Saint-Simon 45+3e · Oliveri 67e · Toker 79e · Fénélon 80e · Methamem 90+1e · Galiz 90+4e | Rapport | 45+7e Yeo · 90+4e Markovic | Arbitrage : Hussein Hassan | Arbitrage : Hussein Hassan |

### Quarts de finale
Les rencontres sont prévus le 14 octobre 2023.

#### Rencontres
| 14 octobre 2023 | Celtix du Haut-Richelieu      | 0 - 2   | CS Mont-Royal Outremont                             | Parc Pierre-Benoît, Saint-Jean-sur-Richelieu |                              |
| 15:00           |                               | (0 - 1) | 45e Bélanger · 55e Donfred                          | Arbitrage : Kevin Cabeceiras                 | Arbitrage : Kevin Cabeceiras |
| 15:00           | Madi Rama 65e · Tchando 90+6e | Rapport | 12e Toker · 32e Donfred · 32e Oliveri · 80e Nboucha | Arbitrage : Kevin Cabeceiras                 | Arbitrage : Kevin Cabeceiras |

| 14 octobre 2023 | FC Laval                     | 2 - 2                 | CS Lanaudière-Nord           | Parc Raymond-Millar, Laval |                            |
| 15:00           | Aristilde 36e · Sissoko 105e | (1 - 1, 1 - 1, 2 - 2) | 12e Machrouhi · 98e Valentin | Arbitrage : Andrew Buciora | Arbitrage : Andrew Buciora |
| 15:00           | Garcia 14e                   | Rapport               | 63e Bégin · 107e Turita ·    | Arbitrage : Andrew Buciora | Arbitrage : Andrew Buciora |
| 15:00           | Tirs au but 4 - 5            |                       |                              | Arbitrage : Andrew Buciora | Arbitrage : Andrew Buciora |

| 14 octobre 2023 | RS Beauport                                                             | 5 - 0   | AS Laval                | Stade de Beauport, Québec   |                             |
| 15:30           | Gnenago 22e · Lévesque 25e · Gnenago 49e · Dagnogo 57e · Boum Nlend 86e | (2 - 0) |                         | Arbitrage : Robert D'Alesio | Arbitrage : Robert D'Alesio |
| 15:30           | Blouin 90e                                                              | Rapport | 79e Sarbev · 90e Correa | Arbitrage : Robert D'Alesio | Arbitrage : Robert D'Alesio |

| 14 octobre 2023 | AS Blainville                                                              | 1 - 4   | CS Saint-Laurent                             | Parc Blainville, Blainville |                            |
| 19:00           | Eze 75e                                                                    | (0 - 2) | 32e Toualy · 33e Bey · 52e Mlah · 77e Toualy | Arbitrage : Mario Al Ayass  | Arbitrage : Mario Al Ayass |
| 19:00           | Syla 19e · Mayard 21e · Harchali 21e · Saad 26e · Bertrand 72e · Amiri 83e | Rapport | 29e Adamou · 61e, 89e Bey · 67e Wandje       | Arbitrage : Mario Al Ayass  | Arbitrage : Mario Al Ayass |

### Demi-finales
Les rencontres sont prévus le 21 octobre 2023.

#### Rencontres
| 21 octobre 2023 | CS Lanaudière-Nord                                                | 0 - 3   | CS Mont-Royal Outremont              | Barthélémy-Joliette, Joliette  |                                |
| 16:30           |                                                                   | (0 - 1) | 9e Donfred · 66e Oliveri · 88e Saada | Arbitrage : Jérémie Blanchette | Arbitrage : Jérémie Blanchette |
| 16:30           | Machrouhi 17e · Bégin 34e · Valentin 38e · Hernandez-Alzamora 88e | Rapport | 17e Methamem                         | Arbitrage : Jérémie Blanchette | Arbitrage : Jérémie Blanchette |

| 21 octobre 2023 | CS Saint-Laurent                             | 4 - 1   | RS Beauport  | Stade Vanier, Montréal             |                                    |
| 17:30           | Wandje 26e · Kwemi 28e · Mlah 72e · Mlah 87e | (2 - 0) | 82e Lévesque | Arbitrage : Sebastian Noshinravani | Arbitrage : Sebastian Noshinravani |
| 17:30           | Toualy 29e · Kwemi 57e · Khenoussi 89e       | Rapport | 64e Lévesque | Arbitrage : Sebastian Noshinravani | Arbitrage : Sebastian Noshinravani |

### Finale
La finale est prévu le 28 octobre.
| 28 octobre 2023 | CS Saint-Laurent        | 2 - 0   | CS Mont-Royal Outremont | Stade Desjardins, Laval |  |
| 19:00           | Wandje 75e · Wandje 80e | (0 - 0) |                         |                         |  |
| 19:00           | Rapport                 |         |                         |                         |  |